# Humphrey O’Leary
Sir Humphrey Francis O’Leary (* 12. Februar 1886 in Blenheim; † 16. Oktober 1953 in Auckland) war von 1946 bis 1953 der siebente Chief Justice von Neuseeland.
Seit Vater, Abkömmling irischer Immigranten, wurde 1886 in Redwoodtown im Wairau Valley im Marlborough District geboren. Er war Schmied und zog nach Masterton um. Anfangs besuchte Humphrey eine katholische Schule. Da er dort aber nicht zurechtkam, schickte ihn sein Vater auf eine öffentliche Schule. Er erhielt ein Stipendium des Wellington Education Board und 1899 ein Stipendium der Königin. Dieses ermöglichte es ihm, das Wellington College zu besuchen. Das Stipendium deckte auch einen dreijährigen Universitätsbesuch ab. 1902 schrieb er sich für ein Jurastudium am Victoria College ein.

## Berufliche Laufbahn
Humphrey O’Leary erhielt 1908 den Grad eines Bachelor of Laws, von 1908 bis 1909 war er ein Funktionär des Rugby-Sportes an den neuseeländischen Universitäten. Zuerst arbeitete er für die Kanzlei Wilford and Levi, anschließend wurde er mit Frank Kelly, einem Freund aus Universitätszeiten, Partner  der Kanzlei O'Leary and Kelly. 1919 wurde im angetragen, sich der Wellingtoner Anwaltskanzlei anzuschließen, die später als Bell Gully firmierte.
O’Leary war 1921 bis 1922 Präsident der Wellington Law Society und 1935 bis 1946 Präsident der New Zealand Law Society, Mitglied des Victoria University College Council und des Senates der University of New Zealand.
Vom 12. August 1946 bis zu seinem Tod 1953 war er der siebente Chief Justice von Neuseeland. Sein Amtsvorgänger war Michael Myers, sein Nachfolger Harold Barrowclough.

## Ehrungen
Er wurde 1935 Mitglied des King’s Counsel, 1947 Knight Commander des Order of St Michael and St George und 1948 Honourable Master of the Bench des Inner Temple in London.

## Privatleben
O’Leary heiratete 1912 Lillian Gallagher, sie hatten einen Sohn. Er starb am 16. Oktober 1953 im Alter von 67 Jahren in Auckland.